# Саша Кузмановић
Саша Кузмановић је српски телевизијски, гласовни и позоришни глумац.

## Биографија
Саша Кузмановић је рођен у Београду, дипломирао 1992. године на Академији уметности у Новом Саду, одсек глума на српскохрватском језику у класи Радета Шербеџије..
Синхронизовао је преко 50 цртаних и играних серија (око 1000 епизода) за Ултра ТВ,  Мини Ултра и Канал Д („Југио Ге-Икс“,„Југио 5Д“, „Воћкице“, „Монструми и ја“, „Анималиа“ итд), серије документарних филмова (о животињама од 85 епизода Анимал Атлас , Дворци Европе ББЦ).

## Улоге
| Год.   | Назив                                  | Улога               |
| ------ | -------------------------------------- | ------------------- |
| 1970-е |                                        |                     |
| 1975.  | Ђавоље мердевине (ТВ серија)           | Саша Станојевић     |
| 1978.  | Бошко Буха (ТВ серија)                 | Николица            |
| 1980-е |                                        |                     |
| 1980.  | Луда Кућа                              | Саша Станојевић     |
| 1981.  |                                        | Zoran               |
| 1990-е |                                        |                     |
| 1991.  | Смрт госпође министарке                |                     |
| 1992.  | Полицајац са Петловог брда             |                     |
| 1992.  |                                        | Новинар             |
| 1992.  | Увод у други живот                     | Ухапшени 2          |
| 1993.  | Полицајац са Петловог брда (ТВ серија) |                     |
| 1994.  | Голи живот (ТВ серија)                 |                     |
| 1995.  | Крај династије Обреновић (ТВ серија)   | Милун Лазаревић     |
| 2000-е |                                        |                     |
| 2005.  | Леле, бато (ТВ серија)                 |                     |
| 2007.  | Бора под окупацијом (ТВ серија)        |                     |
| 2008.  | Понос Раткајевих                       | Драгиша Цветковић   |
| 2010-е |                                        |                     |
| 2011.  | Жене са Дедиња (ТВ серија)             | Стјуарт             |
| 2015.  | Свемирска принцеза                     | Манцула             |
| 2015.  | Сизиф К.                               | Инспектор Лид       |
| 2016.  | Сумњива лица                           | Професор            |
| 2018.  | Шифра Деспот                           | Комунални полицајац |
| 2018.  | Јутро ће променити све (ТВ серија)     | Пријатељ - докторат |
| 2019.  |                                        | Генерал Илић        |
| 2020.  |                                        | Herr Doctor         |

## У позоришту играо у представама
- „Ослобођење Скопљa“ (Joвановић) – НП Београд
- „Ремек дело или судбина уметника“ (Пекић) – НП Београд
- „Чекајући годоа“ (Бекет) - Годо Фест
- „Антигона“ (Софокле) – НП Суботица
- „Спасени“ (Бонд) - БДП
- „Наши очеви“ (Марамбо) - БДП
- „Бубњеви у ноћи“ (Брехт) - НП Суботица
- „Каспар“ (Хандке) - КПГТ
- „Смрт трговачког путника“ (Милер) – КПГТ
- „Конзулска времена“ (Андрић) - Звездара Театар
- „Сумњиво лице“ (Нушић)- НП Ниш
- „Народни Посланик“ (Нушић) - НП Београд
- „Полицајци“ (Мрожек) – КЦ Раковица

Представе у Малом позоришту „Душко Радовић“ : „Моби дик“, „Мали каплар“ и „Прича о Светом Сави“.

## Улоге у синхронизацијама цртаних филмова
| Година синх. | Цртани филм/серија                        | Улога                              |
| ------------ | ----------------------------------------- | ---------------------------------- |
| 2005.        | Пајкани из Пајканграда                    | шеф Крофнић итд.                   |
| 2005.        | А-јанг (епизоде 1-9)                      | Дордери, Гроки итд.                |
| 2005.        | Небески сурфери (Канал Д)                 | Нејт Џејмс, Бред Рајт              |
| 2006.        | Воћкице (Канал Д)                         | Трнко итд.                         |
| 2006.        | Делфи                                     | Делфи, капетан Кисели итд.         |
| 2006.        | Макс и Моли                               | Макс, Скоцко, приповедач итд.      |
| 2006.        | Хало Спенсер                              |                                    |
| 2006.        | Ласети                                    |                                    |
| 2006.        | Нове пустоловине Винија Пуа (1. сезона)   | Кртица                             |
| 2007.        | Свет цртања Бруса Блица                   | Брус Блиц итд.                     |
| 2007.        | Легенда о змају                           | Мајстор Чин итд.                   |
| 2007.        | Нануков велики лов                        | Tеди, Курд итд.                    |
| 2007.        | Чаробне приче                             | Приповедач, различити мушки ликови |
| 2008.        | Трансформерси: Армада                     | Били                               |
| 2008.        | Југио Ге-Икс (2. сезона)                  | споредни ликови                    |
| 2008.        | Тимон и Пумба                             | споредни ликови                    |
| 2008.        | Мала сирена (ТВ серија)                   | Принц Ерик итд.                    |
| 2008.        | Спајдермен и његови задивљујући пријатељи | Боби Дрејк / Ајсмен итд.           |
| 2009.        | Невидљиви човек                           | Алан Кристал / Невидљиви човек     |
| 2010.        | Ози Бу: Спасимо планету                   | Ед, Бумбум итд.                    |
| 2010.        | Југио 5Д                                  | Јусеј Фудо                         |
| 2010.        | Подкетс                                   | Наратор, тролови итд.              |
| 2012.        | Животињски атлас                          | Наратор                            |
| 2013.        | Вакфу                                     |                                    |
| 2013.        | Анималија                                 | Ливингстон                         |
| 2013.        | Моја чудовишта и ја                       | Финд                               |